# Porfiriusz z Gazy
Porfiriusz z Gazy (gr. Πορφύριος Porphýrios, łac. Porphyrius, cs. Порфирий; ur. ok. 347, zm. 26 lutego 420) – biskup Gazy w latach 395–420, znany z chrystianizacji tego miasta, będącego jednym z najsilniejszych ośrodków pogaństwa w basenie Morza Śródziemnego na początku V wieku, święty prawosławny.
Jedynym źródłem informacji na jego temat jest biografia Vita Porphyrii autorstwa Marka Diakona. Dokument ten wydaje się być pisany współcześnie z opisanymi w nim zdarzeniami. Dostarcza on informacji o funkcjonowaniu kultów pogańskich w Gazie na początku V wieku. Krytyka XX-wieczna zarzuca mu jednakże formę hagiograficzną, niektóre elementy tego dzieła są klasycznymi dla tego gatunku stereotypami, zawierającymi fikcję. Z drugiej strony, autor dobrze znał realia V-wiecznej Gazy, a jego dzieło jest interesujące dla badaczy tego okresu chociażby jako ilustracja ówczesnej mentalności i sposobu myślenia.

## Vita Porphyrii
W historii Gazy był okres, gdy była ona miastem wrogim chrześcijanom. Niektórzy z nich doświadczyli tu losu męczenników za czasów Dioklecjana. W krótkim okresie odrodzenia pogaństwa za rządów Juliana Apostaty mieszkańcy Gazy spalili miejscową bazylikę i wymordowali część zamieszkujących miasto chrześcijan.
Z powodu tejże wrogości świątynię chrześcijańską wzniesiono poza murami miasta w bezpiecznej od niego odległości, natomiast miejscowy biskup nie miał tytułu biskupa Gazy, lecz używał tytulatury „Biskup kościołów okolic Gazy”. Według Vita Porphyrii, liczba chrześcijan w Gazie na początku V w. zmalała do ok. 200 osób. Z powodu zaciekłego oporu mieszkańców Gazy nie doszło tam aż do czasów Porfiriusza do niszczenia przedstawień pogańskich bóstw ani likwidacji świątyń, co było powszechnym wówczas zjawiskiem towarzyszącym chrystianizacji i miało miejsce w innych, bardziej schrystianizowanych okolicach.
Według Vita Porphyrii Porfiriusz objął biskupstwo, będąc w wieku 45 lat. Przybył do miasta bezpiecznie, jednakże tego samego roku nastała w okolicach Gazy klęska suszy. Według zamieszkujących Gazę pogan, to właśnie Porfiriusz „ściągnął nieszczęście na miasto”, co „zostało im objawione przez Marnasa” (jedno z wcieleń Zeusa, który przejął tu funkcje Dagona, bóstwa agrarnego). Nastąpiły po tym akty przemocy wobec chrześcijan, na które lokalne władze patrzyły przez palce. W reakcji na te zdarzenia Porfiriusz wysłał w 398 Marka, swego diakona i kronikarza, do Konstantynopola, by uzyskać tam nakaz zamknięcia pogańskich świątyń w Gazie. Do miasta wysłano oddział żołnierzy pod wodzą Hilariusa celem wykonania tego zadania. Jednakże najważniejsza świątynia, Marneion, pozostała nienaruszona, gdyż poganie przekupili Hilariusa znaczną sumą w zamian za odstąpienie od jej zniszczenia (Vita 27). Akcja ta nie spowodowała zmiany sytuacji miejscowych chrześcijan, którym nadal odmawiano prawa do pełnienia jakichkolwiek funkcji publicznych, uważano ich za krnąbrnych niewolników (Vita 32).
Zimą 401/402 Porfiriusz udał się do Konstantynopola osobiście, w towarzystwie biskupa Cezarei Nadmorskiej. Tamże obydwaj nakłonili wpływową cesarzową Eudokię, by uzyskała od cesarza nakaz zniszczenia Marneionu i innych pogańskich świątyń w Gazie. Dekret taki uzyskano ostatecznie w maju 402. Osiem świątyń: Afrodyty, Hekate, Słońca, Apolla, Kory (Persefony), Tyche oraz Hereion (poświęconą lokalnemu herosowi), a na końcu sam Marneion, zostało zburzonych lub spalonych. Żołnierze skrzętnie wypełniali także rozkaz przeszukania każdego domu w mieście i zniszczenia wszelkich idoli pogańskich bóstw oraz książek pogan, które palono jako „księgi magii”.
Marneion, świątynia poświęcona Zeusowi Marnasowi, będącemu w Gazie helleńskim wcieleniem dominującego w krajach Lewantu wśród bóstw agrarnych Dagona, do której podpalenia użyto smoły, siarki i tłuszczu, płonął wiele dni, a kamieni z których go zbudowano użyto następnie w akcie tryumfu do brukowania ulic. W tym samym miejscu wzniesiono świątynię chrześcijańską zwaną Eudoxiana, której nazwa była wyrazem uznania zasług cesarzowej Eudokii w chrystianizacji Gazy. Poświęcono ją 14 kwietnia 407. Nastąpiły oficjalnie aprobowane przez władze prześladowania pogan, ich kulty zostały w mieście całkowicie zlikwidowane.